# Terremotos de Copiapó de 1822
Los terremotos de noviembre de 1822 fueron dos sismos que afectaron gran parte de Chile:
- El primero, de 8.2 grados[cita requerida] en la escala de Richter, ocurrió el 5 de noviembre de 1822.
- El segundo, de 8.5 Ms, se sintió en Valparaíso a las 22:30 del 19 de noviembre de 1822; afectó a la zona comprendida entre las actuales regiones de Atacama y del Maule; y fue percibido desde Antofagasta hasta Concepción. El terremoto provocó marejadas que ocasionaron destrucción en puertos, documentándose en Quintero y Valparaíso.

## Situación política
Puesto que el gobierno de Bernardo O'Higgins estaba en descrédito se aprovechó el evento sísmico para pregonar que el terremoto era un castigo divino por su agnosticismo, el respaldo de la masonería a su gobierno y el apoyo que daba a los extranjeros. El Director Supremo se encontraba en el edificio de gobierno en Valparaíso al momento del sismo, el cual se derrumbó con O'Higgins a su interior, debiendo éste ser socorrido por un ayudante. Ciertas monjas predicaron el fin del mundo provocando pánico. Adicionalmente, la visión de un meteorito esa misma noche, ya 20 de noviembre, intensificó la histeria. Al igual que en cualquier catástrofe, los saqueadores actuaron sin que fueran reprimidos rápidamente. Bernardo O´Higgins renunció a su cargo poco más de 2 meses después, en enero de 1823.

## El Terremoto en Atacama
De acuerdo al libro Historia de Copiapó de Carlos María Sayago, la villa de Copiapó se hallaba recientemente restablecida del terremoto de 1819, este nuevo acontecimiento felizmente no ocasionó más que la alarma de la población y el derrumbe de algunas pesadas murallas. De acuerdo a las notas del mismo autor no encontró mayores antecedentes de este siniestro.
Por su parte el historiador Joaquín Morales, en su libro Historia del Huasco, se refiere a la migración de familias en forma posterior al terremoto. Lo que obligó a muchas familias de Vallenar a retirarse al asiento de Santa Rosa, entre ellos las familias Garín, Godoi, José Varas, Ventura Órdenes, Tomás García y Javier Cruz. Además, algunas familias más pudientes subieron al Huasco Alto tales como Pablo Páez, Nicolás Páez, Francisco Babsigalupi, Pedro Zalazar, Francisco Álvarez, Marcelino Godoi, Francisco Páez, José Osandón, Jerónimo Idiarte, Javier Toro, Rafael Páez e Hilario Mondaca.
Otra migración se produjo desde Copiapó a Vallenar como Larraonas, García, Fredes, Martínez, Zavala, Gallo, Velis, Quevedo , Mancilla, Ustariz, Peña, Ahumada, Ocaranza. Y desde Coquimbo llegaron Aracena, Huerta, Herreros y Caldera.

## Testimonios del terremoto de Valparaíso
"Como consecuencia del régimen de absoluta libertad comercial, (y) el establecimiento de los almacenes de depósito (…) el progreso de Valparaíso había sido muy rápido. La población, que no pasaba de 5.500 almas en 1810, era de 16.000 en 1822."
"A las diez y media de la noche, se sintió un remezón de tierra, precedido de un ruido aterrador; pero, como no alcanzó gran violencia, los habitantes pudieron ganar las calles. Se sintió un segundo remezón, tan violento que en pocos segundos todas las iglesias de Valparaíso quedaron reducidas a montones de escombros. (…) La duración del terremoto fue de tres minutos. El mar se retiró tres veces, para volver en olas de 12 pies de alto (3,6 metros), que barrían la playa. (…) Cochrane, que estaba a bordo de la "O'Higgins" (buque de la escuadra), bajó a tierra para llevarse al director supremo. Pero O'Higgins prefirió quedarse en tierra, a fin de mantener el orden. (…) La casa de gobierno, los cuarteles y la cárcel estaban en el suelo. La aduana y sus almacenes (…) el correo y los hospitales, aunque inutilizados, se mantenían en pie. (…) Cochrane comprobó «que una gran parte de la costa se habían elevado tres pies (90 centímetros), a lo menos, de su antiguo nivel». (…) En Santiago solo cayeron algunas casas vetustas; quedó maltratado el palacio de gobierno (ubicado en el actual correo, en la plaza de Armas), y varios edificios públicos y particulares se agrietaron."
El viajero sueco Carlos Eduardo Bladh, en su visita en Chile se encontraba en Santiago. De acuerdo a su descripción fue un día sofocante que alcanzó los 35 grados y siendo las 10:45 de la noche sintió un ligero ruido en su habitación mientras se aprestaba a acostarse, este ruido tuvo varios intervalos pequeños lo que lo hizo vestirse y salir de inmediato al vestíbulo y luego al patio de la vivienda donde se alojaba:

Salí entonces al patio pero mis pies estaban como atados a la tierra a causa del terror que experimentaba al sentir que la tierra subía y bajaba como las olas del mar, y al mismo tiempo me fijé en los movimientos ondulados que sacudían la casa (…) Nuestras manos se entrelazaron involuntariamente, y los tres minutos del período más espantoso del fenómeno nos parecieron a todos una eternidad. Los crujidos del techo, y de las decoraciones de la casa, que más tarde cayeron a la calle; el ruido de los vidrios y la loza que se quebraban; la bulla de cajones y paquetes que se caían de los estantes de las bodegas; las campanadas; el aullido de los perros; pero sobre todo los rezos de los habitantes, acompañados de fuertes golpes de pecho, suscitaron un espanto indescriptible
 Carlos Bladh, 1822

De acuerdo a este cronista todas las casas se agrietaron, algunas viejas murallas de derrumbaron y hubo pérdida de vidas. Sin embargo, los habitantes de Valparaíso no se atrevieron a volver a sus casas y acamparon en los patios durante 14 días, alguno en el sector de La Cañada por lo que se transformó en una especie de campamento, gracias al cual se dio una vida social debido a la aglomeración y como consecuencia hubo un gran número de matrimonios. 
No obstante lo anterior, este viajero informa que en los pueblos de Casablanca, Aconcagua y Quillota todas las casas se derrumbaron y muchas personas perdieron la vida. En el puerto de Valparaíso murieron cerca de setenta personas y la miseria de los sobrevivientes fue indescriptible.

### Descripción de María Graham
La viajera inglesa María Graham se encontraba en Chile y en sus memorias publicadas en 1830, hace una descripción del terremoto. Se encontraba en la localidad de Quintero en la hacienda de Lord Cochrane en una vieja casa a orillas de la laguna, junto a Mr. Bennet y al pintor Carrillo. Describe esa noche de noviembre algo calurosa, con luna y tranquila; y como a las 10:15 de la noche sintió un ruido que describe como semejante a una explosión de pólvora. El cañón de la chimenea cayó y algunos muros se abrieron:

Resolvimos entonces salir al corredor, con intención, naturalmente de valernos de las gradas, pero el movimiento cobró en ese instante tal violencia que, mientras se derrumbaba un muro detrás de nosotros, saltamos de la pequeña plataforma al suelo; y en ese mismo instante la rápida trepidación de la tierra se transformó en un movimiento ondulatorio semejante al de un buque en alta mar, de suerte que apenas, y con gran dificultad podíamos sostener a Glennie. El sacudimiento duró tres minutos. Cuando cesó, todas las personas de la casa y sus alrededores se hallaban reunidas en el prado que hay delante de ella, con excepción de dos personas: la mujer de un albañil, y el pintor Carrillo que al querer salir de su cuarto por el hueco que dejó en la pared al derrumbarse fue sepultado por los escombros, debiendo su salvación a que el dintel de la puerta quedó suspendido sobre él.
 María Graham, 1822

María Graham hizo un detallada descripción de las réplicas: al día siguiente describe ligeros temblores cada cinco minutos, así como también los distintos temblores que se sucedieron hasta los primeros días de enero de 1823.
Recibe noticias de la destrucción en Valle Alegre, donde días más tarde informa la presencia de arena y agua en las grietas que se formaron en la tierra; en Concón se derrumbó la iglesia y las casas de la hacienda quedaron casi destruidas; en Viña del Mar menciona el llano cubierto de conos de cuatro pies de altura que la noche del terremoto arrojaban agua y arena, al tratar de acercarse con el caballo, describe que sus patas se hundían como en arenas movedizas. En Valparaíso muchas casas en ruinas y la destrucción de la iglesia de La Merced. En Quillota señala que es un montón de ruinas, sorprendiendo a sus habitantes en medio de la celebración religiosa de la octava de San Martín, en su plaza. Casablanca estaba totalmente en ruinas. En Placilla, se cayó la iglesia y la casa parroquial. En Santiago señala que el palacio de La Moneda quedó seriamente dañado. Describe que en la bahía de Valparaíso el mar subió cuatro pies (1,2 metros) en forma simultánea al terremoto. En el sector de la playa de Quintero describe grandes hendiduras entre la casa y la playa, además del levantamiento de alrededor de tres pies (90 centímetros) de las rocas del mar, que aparecieron descubiertas y con muchos mariscos muertos que quedaron en seco. También describe fracturas nuevas en las rocas de granito.
El libro de Graham provocó un acalorado debate en la Sociedad Geológica de Londres, entre dos corrientes de pensamiento acerca del origen de los terremotos y su papel en la formación de las montañas. Además de la descripción del terremoto en su Journal of a Residence in Chile, también escribió sobre el fenómeno más detalladamente en una carta a Henry Warburton, uno de los fundadores de la Sociedad Geológica de Londres. 
Una de sus observaciones se refería a la elevación de grandes áreas de tierra respecto del nivel del mar. En 1830 este testimonio fue incluido en el innovador trabajo del geólogo Charles Lyell, The Principles of Geology, como prueba en apoyo de su teoría de que las montañas habían sido formadas gradualmente por sucesivas erupciones y terremotos.
Cuatro años más tarde, el presidente de la Sociedad, George Bellas Greenough, decidió refutar las teorías de Lyell, pero en vez de atacarlo directamente, ridiculizó públicamente las observaciones de María. 
Sin embargo, María Graham no era alguien que aceptara este tipo de burlas. Su marido y su hermano querían retar a duelo a Greenough, pero ella los retuvo. Dijo, según su sobrino a John Callcott Horsley: «Ustedes dos, tranquilos. Soy bastante capaz de luchar mis propias batallas, y tengo la intención de hacerlo». Publicó una respuesta aplastante a Greenough. Poco después su opinión fue refrendada nada menos que por Charles Darwin, quien había observado la misma elevación de terrenos en el terremoto de 1835, ocurrido cuando visitaba el puerto de Valdivia (Chile), en el HMS Beagle.